# Raros
Raros (altgriechisch ᾽Ράρος Ráros) ist in der griechischen Mythologie der Sohn des Kranaos. Zusammen mit einer Tochter des Amphiktyon, eines sagenhaften attischen Königs, ist er der Vater des Triptolemos, des Heros der Mysterien von Eleusis.
In der Suda, dem byzantinischen Lexikon, ist Raros der Vater des Keleos und der Großvater des Triptolemos.
Nach ihm ist das Rarion oder Rarion pedion benannt, eine Ebene bei Eleusis, auf der das erste Getreide und die heilige Saat der Demeter ausgestreut wurde.